# اسوتوسلاو، استان هاسکووو
اسوتوسلاو (به بلغاری: Svetoslav) روستایی در بلغارستان است که در شهرستان استامبولوو واقع شده‌است.